# Чудовсько озера Ла-Метрі
«Чудовсько озера Ла-Метрі» (англ. The Monster of Lake LaMetrie) — коротке оповідання британського письменника Вердона Алана Кертіса. Опубліковане у вересні 1899 року видавництвом «Pearson's Magazine» й внесено до збірок «Газове світло наукової фантастики» Сема Московіца та «Вторгнення Англії» Майкла Муркока.

## Сюжет
Роман написаний у вигляді щоденника, створеного з 1896 по 1897 рік професором та лікарем Джеймсом Макленнеганом, на ім'я свого колеги професора Вільяма Брейфогла.
Макліннеган вивчав озеро Ламетрі, поблизу гори Вйомінг. Разом з ним був хворий хлопчик на ім'я Едвард Фреймінгем, який пішов з ним з надією на одужання від диспепсії. Причиною для вивчення озера Макленнеганом було залишки доісторичного життя, які знаходилися на його березі, такими як деревоподібні папороті та пласкодерми. Макленнеган вважає, що озеро пов'язане з «внутрішньою землею», з якої походять рослини та тварини.
Однієї ночі гучний рев привертає увагу Макленнгана та Фреймінгема до озера. Рев — це результат швидкого підйому озера, який змушує Маклененгана та Фреймінгема вийти з їхнього імпровізованого будинку. Наступного ранку рівень озера повертається до нормального, в результаті водовороту. Макленнеган знає, що це є одним з проявів дивовижного життя, і виявляє короткий, товстий журнал з довгим корінням, до якого щось прикріплено. Наступного дня, проходячи уздовж берега, Макленненган вважає, що «журнал» насправді є живим еласмозавром. Звір нападає на нього, але Маклененган зрізає верхівку його голови мачете і витягає його мозок, який, як виявилося, дуже подібний до людського. Попри видалення мозку, тіло істоти продовжує функціонувати.
Наступного дня Фреймінгем опинився в передсмертному стані, лише його розум все ще функціонує. Використовуючи свої знання та навички в хірургії, Макленнеган вирізає мозок Фреймінгама й пересаджує його в голову Еласмозавра. Сім днів по тому звір починає мислити, а п'ять днів по тому він починає взаємодіяти з Макленнеганом — звір здатний розуміти його, а згодом починає дещо повільно розмовляти.
Хоча ситуація спочатку була спокійною, але потім поведінка Фреймінгема значно змінилася, наблизилася до тваринної, його розумовий контроль слабнув. Останній запис Макленнегана вказує на те, що він виживе.
Потім щоденник був виявлений військовим капітаном Артуром Феєрчайлдом, який наткнувся на звіра під час поїдання Макленнегана, при пошуках корінних американців, які залишили свої резервації. Він наказав пошуковій команді спалити тварину, вбивши таким чином її, при цьому він знаходить рукопис з останками Макленнегана.

## Відгуки
Альгіс Будріс зазначив, що ця історія була ефективною, але побажав, щоб автор розвивав подальші події.